# График погашения кредита
График погашения кредита (платёжный график) — это расписание платежей по кредиту. По этому расписанию необходимо оплачивать банку определённую сумму в определённую дату. Понятие графика платежей также дано в п. 15 Статьи 7 ФЗ 353 О потребительском кредите (займе)
В физическом мире график погашения представляет собой таблицу, распечатываемую на бумажном носителе или предоставляемую в электронном виде. В этой таблице указаны следующие данные:
- Номер платежа
- Дата платежа
- Сумма очередного платежа
- Размер процентов, которые нужно заплатить
- Сумма в погашение основного долга (тела кредита)
- Остаток долга оплаты очередного платежа (полная задолженность)
- Общая сумма выплат за весь срок кредита

Кроме этого могут содержаться дополнительные сведения
- Сумма страховки к уплате за каждый период
- Продолжительность периода в днях, за который начислены проценты, его интервал

В отдельных строчках графика банком могут также приводиться сведения о проведённом досрочном погашении.

## Где и как получить график платежей
Согласно ФЗ 353 О потребительском кредите график платежей обязан выдать банк при выдаче кредита или при любом досрочном погашении кредита. При выдаче кредита число строк графика равно сроку кредита в месяцах. График предоставляется банком в бумажном виде, может быть получен по электронной почте в виде документа, сформирован в Интернет-банке или с помощью кредитного калькулятора.

## Зачем нужен график погашения?
- Основная цель — показать заёмщику, сколько и когда платить. График платежей призван сформировать финансовую дисциплину заёмщика. Он обязан обеспечить наличие суммы, необходимой для погашения ежемесячного платежа по графику, на своём счёте. В дату платежа происходит списание этой суммы в счёт оплаты кредита. Если заёмщик не следует графику и платит свои взносы по кредиту невовремя, то у него появляется просроченная задолженность.

- Другая важная цель графика — показать, сколько заёмщику осталось платить по кредиту, сколько процентов он платит каждый месяц.
- Третья цель — показать заёмщику, как быстро уменьшается его задолженность перед банком и сколько нужно выплатить для полного досрочного погашения.

## Соотношения, которые реализуются в графике платежей
График представляет платежи по кредиту в понятной форме. В нём есть взаимоотношения, которые выполняются.
1. Сумма всех величин в столбце погашение основного долга (части кредита) = сумме кредита
2. Сумма платежа по кредиту = Сумма в погашение основного долга + сумма начисленных процентов
3. Остаток долга по кредиту для текущего платежа = Остаток долга по кредиту для прошлого платежа — Сумма в погашение основного долга для текущего платежа

## Разновидности графика погашения
В зависимости от схемы погашения кредита существуют различные графики
- График аннуитетных платежей — при аннуитетной схеме погашения кредита. Он характеризуется равной суммой платежей в каждой из строк, кроме первой и последней
- График дифференцированных платежей — при дифференцированной схеме погашения кредита. Особенность данного графика — убывающие по размеру платежи
- График рассрочки — формируется при выплате рассрочки. Обычно в графике равные по размеру платежи
- График по кредиту с обратным выкупом. Платежи в этом графике обычно равные аннуитетные. Однако последний платёж неаннуитеный и достаточно большой

Отдельно можно выделить графики, которые формируются при внесении изменений в порядок платежей банком или заёмщиком:
- График досрочного погашения кредита. На данном графике кроме очередных платежей показаны даты и суммы досрочного погашения.
- График платежей после реструктуризации кредита
- График платежей при наличии кредитных каникул. На этом графике часть платежей обнулена на срок предоставления кредитных каникул, или же есть выплата только процентов (в столбце Размер процентов)